# Nadezhda Paléyeva
Nadezhda Serguéyevna Paléyeva –en ruso, Надежда Сергеевна Палеева– (Omsk, URSS, 24 de septiembre de 1985) es una deportista rusa que compitió en bobsleigh en la modalidad doble. Ganó una medalla de bronce en el Campeonato Mundial de Bobsleigh de 2015, en la prueba por equipo.

## Palmarés internacional
| Campeonato Mundial | Campeonato Mundial    | Campeonato Mundial | Campeonato Mundial |
| Año                | Lugar                 | Medalla            | Prueba             |
| ------------------ | --------------------- | ------------------ | ------------------ |
| 2015               | Winterberg (Alemania) | Medalla de bronce  | Equipo             |